# Войска правительственной связи Комитета государственной безопасности СССР
Войска правительственной связи Комитета государственной безопасности СССР (сокращённо — ВПС КГБ СССР) — войска связи, находившиеся в структуре КГБ СССР, выполнявшие задачи по обеспечению защищённой связью органов исполнительной государственной власти и территориальных органов военного командования.
Войска правительственной связи не входили ни в состав Войск связи Вооружённых сил СССР, ни в состав самих вооружённых сил, в отличие от Пограничных войск КГБ СССР, являвшихся структурной частью вооружённых сил до 23 марта 1989 года.

## Название войск
В разные исторические периоды, Войска правительственной связи имели различные названия:
- Управление связи Главного управления Внутренних войск НКВД СССР — 15 февраля 1943 — 26 мая 1943;
- Войска правительственной ВЧ-связи НКВД СССР — 26 мая 1943 года — 18 октября 1951;
- Части правительственной ВЧ-связи внутренней охраны МГБ СССР — 18 октября 1951 — 14 октября 1952;
- Части правительственной ВЧ-связи внутренней охраны МВД СССР — 14 октября 1952 — 25 сентября 1954;
- Войска правительственной связи КГБ при Совете Министров СССР — 25 сентября 1954 — 5 июля 1978;
- Войска правительственной связи КГБ СССР — 5 июля 1978 — 29 августа 1991.

## История

### Работы в СССР по засекречиванию правительственной связи
В 1920-е годы руководством СССР проводилась политика жёсткой централизации, одним из требований которой была необходимость в совершенствовании системы управления государством и его важнейшими институтами. Одним из важнейших элементов управления были средства телекоммуникаций. Руководство СССР было заинтересовано в системе обособленной специальной связи, главными качествами которой должны были статьи оперативность переговоров и конфиденциальность передаваемой по её каналам информации.
Вопросы по созданию подобной системы связи с 1 декабря 1929 года были поручены Оперативному отделу Секретно-оперативного управления ОГПУ, в составе которого для решения этих задач было сформировано 4-е отделение. Данное подразделение, помимо обеспечения всеми видами связи подразделений ОГПУ и контроля телефонной сети, взяло на себя ответственность за организацию и создание сети междугородной высокочастотной телефонной правительственной связи. Также к решению данной задачи было привлечено НКВД, в структуре которого по указанию Иосифа Сталина была создана в 1928 году Группа секретной связи.
Связь называлась высокочастотной (ВЧ-связь) по причине того, что в обычных телефонных проводах сигнал передавался током высокой частоты, модифицированный звуковым сигналом от мембраны микрофона телефонного аппарата. Такой типа сигнала, как и сигнал радиосвязи, не воспринимался человеческим ухом без надлежащей обработки, поэтому способствовал конфиденциальности переговоров и не поддавался простому перехвату, так как при подключении к телефонной линии обычного телефонного аппарата разговор подслушать было невозможно.
В конце 1920-х годов и первой половине 1930-х годов применение метода высокочастотного телефонирования (ВЧ-телефонирования), при котором низкочастотный разговорный частотный спектр переносился в высокочастотную область, считался гарантом сохранения конфиденциальности телефонных разговоров. Организация правительственной связи по обычным каналам телефонной связи на низких частотах — допускалось лишь в исключительных случаях. Кроме этого перенос разговорной речи в высокочастотную область позволял произвести уплотнение телефонной линии, когда по одной линии стало возможным одновременно проводить несколько телефонных разговоров разнесённых в различные частотные диапазоны. 
В 1927 году для обеспечения правительственной связи была создана аппаратура, позволявшая уплотнять на одной линии три телефонных разговора. По всей территории СССР шли работы по возведению воздушных линий правительственной связи и высокочастотных станций. В 1940 году была создана аппаратура высокочастотного уплотнения, позволявшая проводить по одной линии одновременно 12 телефонных разговоров.
В 1939 году была проложена самая длинная в мире воздушная линия телефонной связи от Москвы до Хабаровска (8615 километров), которая позже была продлена до Владивостока.
Несмотря на внедрение ВЧ-связи, специалисты отмечали её уязвимость. Телефонные разговоры, передаваемые на высоких частотах, которые нельзя было прослушать обычным телефонным аппаратом, можно было прослушать, подключив детекторный приёмник.
К концу 1930-х годов в СССР был поднят вопрос о необходимости в кодировании (шифровании) речевых сигналов в линиях правительственной связи. Первый практический опыт в СССР в этом направлении был получен под руководством учёного Владимира Котельникова, которому удалось создать многоканальную телефонно-телеграфную аппаратуру радиосвязи в 1939 году. Кроме Котельникова в данном проекте участвовали такие учёные, как Александр Минц, Константин Егоров и Виктор Виторский.
На июль 1940 года из 103 построенных линий ВЧ-связи только 50 были оборудованы аппаратурой шифрования. К апрелю 1941 года шифрование осуществлялось на 66 линиях из 134 имевшихся. При этом аппаратура сложного засекречивания имелась только на магистралях Москва — Ленинград и Москва — Хабаровск. При этом качество связи оставалось неудовлетворительным.
25 ноября 1940 года вышло постановление Совета народных комиссаров СССР №2408-107СС «О включении в правительственную ВЧ-связь объектов ВВС Красной армии» согласно которому аппаратура шифрования должна была быть установлена на всех линиях к главным объектам ВВС РККА. Постановление следовало выполнить в первой половине 1941 года.
Основные теоретические изыскания и практические работы по шифрованию человеческого голоса и его обратному дешифрованию были закончены непосредственно перед самим началом Великой Отечественной войны.

### Состояние правительственной связи в СССР к началу войны
Перед началом Великой Отечественной войны развитие средств радиосвязи в СССР заметно отставало от таких передовых государств как США и Германия. Фактически в войсках отсутствовало какое-либо засекречивание передаваемой информации методом шифрования.
С началом Великой Отечественной войны остро встал вопрос об обеспечении скрытности от противника информации, передаваемой по каналам радиосвязи между исполнительными органами правительства и командованием Действующей армии и флота. Перед войсками связи встали вопросы обеспечения должного уровня шифрования и дешифрования информации и обеспечения защиты информации. Требовалось создание обособленных подразделений правительственной связи.
Ситуация с обеспечением связи Ставки верховного главнокомандования (СВГК) с командующими фронтами резко осложнялась большим количеством ведомств, которые были заняты данным процессом. Всего на начальном периоде войны таких ведомств было четыре:
- Главное управление связи Красной армии (ГУСКА);
- Отдел связи Оперативного управления Генерального штаба РККА;
- Народный комиссариат связи СССР;
- Отдел правительственной связи НКВД СССР (ОПС НКВД).

В конце ноября 1942 года на совещании в Ставке верховного главнокомандования на котором были высказаны мнения об объединении и централизации всех средств и ведомств занимающихся обеспечением правительственной связи. Лаврентий Берия, начальник ГУСКА Иван Пересыпкин и начальник ОПС НКВД Иван Воробьёв предложили различные схемы решения проблемы. Пересыпкин предложил объединить все подразделения связи в структуре ГУСКА. Итогом совещания стало решение Иосифа Сталина о сосредоточении всех структур правительственной связи в составе НКВД. 

### Создание войск правительственной связи
30 января 1943 года было принято постановление ГКО СССР №2804сс о возложении всех задач по обеспечению правительственной связи от Ставки верховного главнокомандования с командующими фронтами и далее с командующими армиями на структуру НКВД.
На следующий день, 31 января 1943 года вышел приказ НКВД №0204 «О строительстве, восстановлении и охране линий и проводов правительственной ВЧ-связи», согласно которому было создано Управление связи Главного управления внутренних войск (УС ГУВВ) НКВД. Данный приказ определил сроки завершения создания новых частей внутренних войск НКВД и приёма линий правительственной ВЧ-связи — к 15 февраля 1943 года.
Этим же приказом были утверждены «Положение об обслуживании правительственной ВЧ-связи НКВД СССР» и «Положение об Управлении связи внутренних войск НКВД СССР».
На Управление связи Главного управления внутренних войск (УС ГУВВ) НКВД были возложены следующие функции:
- организация и осуществление работ по строительству, восстановлению, содержанию и охране проводов правительственной связи от Ставки верховного главнокомандования до штабов фронтов и армий;
- руководство специальной службой отдельных полков, отдельных строительных и эксплуатационных батальонов по строительству и эксплуатации проводов правительственной ВЧ-связи через начальников связи управлений войск НКВД из охраны тылов фронтов;
- материальное и техническое обеспечение строительных и эксплуатационных рот;
- решение кадровых и организационных вопросов по укомплектованию личными составом и младшими командирами и подбору начальственного состава для частей, обслуживающих провода правительственной связи.

Для выполнения приказа в подчинение УС ГУВВ от Главного управления связи Красной армии было передано 135 отдельных рот связи, на основе которых к 15 февраля 1943 года было создано 18 отдельных частей правительственной связи (6 отдельных полков и 12 отдельных батальонов).
Начальником УС ГУВВ был назначен генерал-майор войск связи Павел Угловский, исполнявший обязанности начальника связи пограничных войск НКВД.
26 мая 1943 года вышел приказ НКВД № 00895 «О переформировании ГУВВ НКВД СССР», согласно которому было создано Управление войск правительственной связи (УВПС) НКВД. Данным приказом войска правительственной связи были выведены из состава внутренних войск и подчинялись непосредственно руководству НКВД. Генерал Угловский Павел был утверждён Начальником УВПС. 
К 10 июня 1943 года в войсках правительственной связи личный состав имел 31475 человек. С этой даты организация и обеспечение оперативной, защищённой и бесперебойной работы правительственной ВЧ-связи между Ставкой верховного главнокомандования, Генеральным штабом, Центральным комитетом ВКП(б), Советом народных комиссаров СССР с командованием фронтов и армий, органами исполнительной власти на местах, главными оборонными объектами и предприятиями промышленности, органами государственной безопасности и внутренних дел были полностью возложены одновременно на два ведомства: Отдел правительственной связи НКВД (ОПС НКВД) и Управление войск правительственной связи НКВД (УВПС НКВД), которые были в подчинении заместителя народного комиссара внутренних дел, комиссара госбезопасности 2-го ранга Ивана Серова.
Создание двух подразделений занимающихся правительственной связью было продиктовано разделением функций:
- ОПС НКВД — решал вопросы организации связи, её развитие, техническое оснащение, организация станционной службы, обеспечение секретности;
- УВПС НКВД — строительство линий связи, обеспечение их функционирования и охраны, предотвращение диверсий.

### Боевая деятельность войск правительственной связи
Войска правительственной связи организовывали связь с Действующей Красной Армией (ДКА) по осям и направлением. Осевая линия связи протягивалась от Ставки верховного главнокомандования до штаба фронта. Далее прокладывались линии связи по направлениям до штабов армий. При строительстве линий связи по направлениям войска правительственной связи действовали совместно с войсками связи Красной армии. При каждом выезде командующего фронта в войска, его сопровождал офицер правительственной связи ОПС НКВД с засекречивающей аппаратурой связи (ЗАС).
Первым участием войск правительственной связи в боевых действиях стала битва на Курской дуге летом 1943 года, в которых они обеспечивали действия 5 фронтов.
В ноябре 1943 года войска правительственной связи участвовали в обеспечении Тегеранской конференции трёх союзных государств. Для постоянного руководства действующей армией на фронтах, для Иосифа Сталина, как Верховного главнокомандующего, была организована многоканальная связь с Москвой и со всеми фронтами и флотами. 
По договорённости с иранскими властями была построена обходная воздушная линия связи с Закавказьем (Ашхабад — Кизыл-Арват — Астара — Баку), проходившая по южному берегу Каспийского моря. Данная линия была создана с учётом угрозы прорыва на Северный Кавказ немецких войск, которые могли прервать связь с закавказскими республиками. 
2 января 1944 года вышел приказ НКВД №з об утверждении 15 февраля Днём Войск правительственной связи. 
В начале 1943 года, в связи с приближением советских войск к границам СССР, из НКВД был выделен в самостоятельную структуру Народный комиссариат государственной безопасности.
21 июля 1944 года Государственный комитет обороны издал постановление № 6232СС «Об обеспечении правительственной ВЧ-связи НКВД СССР» согласно которому была увеличена численность войск правительственной связи на 10 600 человек, а штатная численность ОПС НКВД — на 500 человек. За каждым фронтом был закреплён отдельный полк правительственной связи с личным составом от 1500 до  4800 человек. Каждой армии придавался отдельный батальон правительственной связи. Всего на охране и обслуживании линий ВЧ-связи от Москвы до штабов фронтов были задействованы 81 отдельная рота правительственной связи. 
На май 1945 года Войска правительственной связи НКВД обслуживали линии связи общей длиной в 32944 километра. В августе 1945 года во время боевых действий против Японии данный показатель достиг 36854 километров.
По окончании советско-японской войны, 10 октября 1945 года вышел приказ НКВД № 001185 «О расформировании частей войск правительственной связи» в соответствии с Постановлением СНК СССР № 2417-643 от 21 сентября 1945 года «О сокращении численности войск НКВД». Согласно данного приказа были упразднены отдельные части и подразделения войск правительственной связи с уменьшением штатных структур — отдельные бригады были свёрнуты в полки, а отдельные батальоны свёрнуты в роты.

### Итоги участия войск правительственной связи в Великой Отечественной войне и советско-японской войне
За годы военных действий войсками правительственной связи во взаимодействии с войсками связи Красной армии и связистами Народного комиссариата связи был проведён следующий объём работы:
- построено и восстановлено 66500 километров воздушных линий;
- подвешено и восстановлено 363200 километров медных и стальных проводов;
- построено 33800 километров жердевых линий.
- построено и восстановлено 257 ВЧ-станций и усилительных пунктов.

Более 20000 военнослужащих войск правительственной связи были удостоены высоких боевых наград. Орденами были награждены 12 отдельных бригад и полков, 36 отдельных батальонов, 10 отдельных рот. 7 бригад и полков были награждены двумя орденами. За образцовое выполнение поставленных задач в ходе Великой Отечественной войны и советско-японской войны 21 формирование получило почётное звание.

### Послевоенный период. Смена подчинённости
В течение 1945-1946 годов войска правительственной связи и ОПС НКВД выполнили задачу по организации правительственной связи с командованием зарубежных групп советских войск, которые разместились в Восточной Германии, Венгрии, Австрии, Польши, Чехословакии, Румынии, Монголии. Для этой цели было восстановлено 1965 километров линий, заменено 77000 километров проводов рабочих и служебных связей и укреплено свыше 36000 опор линий.
Весной 1946 года было осуществлено переименование народных комиссариатов в министерства: НКВД переименован в МВД, а НКГБ в МГБ. 
26 августа 1947 года Управление войск правительственной связи и Отдел правительственной связи были переданы от МВД в структуру МГБ. 17 октября 1949 года также в структуру МГБ были переданы пограничные войска.
18 октября 1951 года вышел приказ МГБ СССР № 00764 о реформировании войск правительственной связи на территории СССР. Они были реорганизованы в части правительственной ВЧ-связи внутренней охраны МГБ. При этом отдельные полки, батальоны и роты правительственной связи были преобразованы в отдельные отряды, дивизионы и команды правительственной ВЧ-связи внутренней охраны МГБ. В составе МГБ СССР на территории страны входили: 
- 4 отдельных отряда правительственной ВЧ-связи;
- 7 отдельных дивизионов правительственной ВЧ-связи;
- 11 отдельных команд правительственной ВЧ-связи.

Вне советской территории в подчинении МГБ СССР были:
- 4 отдельных полка правительственной связи;
- 18 отдельный рот правительственной связи.

14 марта 1952 года Управление войск правительственной связи вошло в состав Главного управления внутренней охраны МГБ. 
В марте 1953 года МГБ было объединено с МВД СССР, в котором войска правительственной связи были сведены в Отдел войск правительственной ВЧ-связи Главного управления внутренней охраны МВД. Личный состав войск правительственной связи в 1954 году — 8021 человек.
25 сентября 1954 года был создан Комитет государственной безопасности при Совете Министров СССР. При этом Отдел войск правительственной ВЧ-связи Главного управления внутренней охраны МВД со всеми подчиненными ему частями был передан в состав КГБ.
26 октября 1954 года отдельные полки правительственной связи внутренних войск МВД и отдельные дивизионы правительственной связи внутренней охраны МВД были переименованы в отдельные полки и батальоны войск правительственной связи и также были переданы из МВД в КГБ.

### Реформирование Войск правительственной связи в структуре КГБ
В 1955 году на Войска правительственной связи КГБ получили задачу по организации связи командования Объединенных вооруженных сил стран-участниц Варшавского договора на время проведения учебных и специальных мероприятий.
13 марта 1956 года вышло постановление Совета министров СССР, согласно которому численность войск правительственной связи была увеличена на 13000 человек 
и доведена к 1958 году до 21846 человек, что позволило создать 13 отдельных полков и 11 отдельных батальонов.
По причине начала государственной программы общего сокращения Вооружённых сил СССР начатой в 1960 году, войска правительственной связи были сокращены на 4168 человек, а количество отдельных полков на территории СССР было ограничено до 15. 
15 октября 1960 года вышло Постановление Совета министров СССР № 1102-455 согласно которому налаживалась правительственная связь с командирами бригад ракетных войск стратегического назначения, дивизий противовоздушной обороны, дивизий и бригад ракетных подводных лодок включительно. В связи с этим в период 1961-1965 годов было построено 50 новых ВЧ-станций.
В 1960 году было организовано создание 7 полевых узлов ВЧ-связи для обслуживания руководства армий стран — участниц Варшавского договора. Был создан  отдельный полевой узел правительственной связи для Объединенного штаба вооруженных сил государств Варшавского договора. Все формирования войск правительственной связи, находившиеся за рубежом, были объединены с соответствующими Отделом правительственной связи под общим командованием, а также созданы Отделы правительственной связи при зарубежных группах советских войск.
Организация правительственной связи с зарубежными группами войск обеспечивалась следующим распределением войск правительственной связи:
- Группа советских войск в Германии — 3 отдельных батальона правительственной связи, 2 узла связи;
- Северная группа войск — 4 отдельных батальона, 1 узел связи;
- Южная группа войск — 6 отдельных рот, 1 узел связи;
- Советские войска в Монголии — 1 отдельный батальон.

5 февраля 1962 года вышло Постановление Совета министров СССР № 130-61 «О создании системы полевой правительственной связи», согласно которой были развёрнуты новые части войск правительственной связи для военных округов и направлений.

### Войска правительственной связи в позднем СССР
На последнем этапе существования СССР, войска правительственной связи обеспечивали связь руководства СССР с военным командованием в ходе крупных учений Вооружённых сил СССР, в ходе Афганской войны 1979—1989 годов, в ходе устранения последствий техногенной катастрофы в Чернобыле в 1986 году и землетрясения в Армении в 1988 году.
В 1980-е годы количество полков и отдельных батальонов ВПС КГБ СССР значительно увеличилось. Только число полков было доведено до 50. 
В 1983 году был введён новый штат полка Войск правительственной связи, согласно которому полк имел личный состав из 769 человек: 43 офицера, 596 прапорщиков, сержантов и солдат, 30 вольнонаемных. 
С середины 1980-х годов начался процесс укрупнения полков до бригад. Всего к 1990 году было создано 18 бригад.
В составе Войск правительственной связи в 1980-е годы находились бригады, полки, отдельные батальоны (тропосферной связи, линейно-станционные, инженерно-строительные и другие), центры и узлы связи. Центры правительственной связи располагались во всех областных центрах и крупных городах.  Данные центры представляли собой воинские части. 
После августовского путча ГКЧП в 1991 году, в КГБ СССР была проведена реформа итогом которой 29 августа стал вывод Войск правительственной связи из состава КГБ СССР и его передача в новообразованный Комитет Правительственной связи при Президенте СССР.

## Подготовка кадров
Офицерские кадры для войск правительственной связи изначально готовились в различных военных училищах войск связи.
В 1966 году в городе Багратионовск Калининградской области было создано Военно-техническое училище КГБ с трёхгодичным курсом обучения. В 1971 году училище было передислоцировано в Орёл и переименовано в Орловское высшее военное командное училище связи КГБ с увеличением продолжительности обучения до четырёх лет. 
В 1968 году на основе кафедры автоматического засекречивания связи Киевского высшего военного инженерного училища связи началось обучение специалистов-инженеров для войск правительственной связи. В 1972 году в данном училище был произведён первый выпуск офицеров — инженеров по эксплуатации и ремонту  средств криптозащиты правительственной связи.
Также офицеров для войск правительственной связи обучали в Московском высшем пограничном командном училище. Дополнительно для повышения квалификации офицеров правительственной связи была открыта Группа правительственной связи в Военной академии связи в Ленинграде.
Офицеров-политработников с 29 марта 1976 г. готовило Высшее пограничное военно-политическое училище им. К.Е.Ворошилова.

## Командующие ВПС КГБ СССР
Список командующих войсками правительственной связи КГБ СССР:
- генерал-лейтенант  Угловский Павел Фёдорович — январь 1943 — май 1953;
- полковник-инженер Александров Константин Алексеевич — май 1953 — март 1954;
- генерал-лейтенант Угловский Павел Фёдорович — март 1954 — июль 1959;
- генерал-лейтенант  Воронин Пётр Николаевич — июль 1959 — октябрь 1973;
- генерал-лейтенант Толмачёв Юрий Александрович — ноябрь 1973 — декабрь 1985;
- генерал-лейтенант  Беда Анатолий Григорьевич — декабрь 1985 — август 1991.